# Ministerio del Poder Popular para el Turismo
El Ministerio del Poder Popular para el Turismo (MINTUR) es uno de los organismos que conforman el gabinete ejecutivo del gobierno venezolano. El ministerio es un ente dependiente directamente de las órdenes del presidente de Venezuela, siendo el órgano rector y la máxima autoridad administrativa en la actividad turística, encargado de formular las políticas y acciones estratégicas destinadas al desarrollo sustentable del territorio nacional como destino turístico, potenciando la participación y el protagonismo de las comunidades en la actividad turística. Su actual ministra es Leticia Gómez Hernández, designada desde el 27 de agosto del 2024. 

## Estructura

### Viceministerios[2]
- Viceministerio de Turismo Internacional
- Viceministerio de Turismo Nacional
- Viceministerio de Proyectos y Obras Turísticas

### Órganos y entes adscritos
- Venezolana de Turismo (VENETUR)

- Venezolana de Teleféricos (VENTEL)
- Instituto Nacional de Promoción y Capacitación Turística (INATUR)
- Sociedad de Garantías Recíprocas para la Pequeña y Mediana Empresa del Sector Turismo (SOGATUR)
- Corporación para la Zona Libre para el Fomento de la Inversión Turística en la Península de Paraguaná (CORPOTULIPA)
- Flor de Venezuela
- Mundo de los Niños
- Bosque Macuto

## Ministros
| Ministros del Poder Popular para el Turismo |                           |           |                      |
| Orden                                       | Nombre                    | Período   | Presidente           |
| 1                                           | Diego Arria               | 1977—78   | Carlos Andrés Pérez  |
| 2                                           | Celestino Armas           | 1978—79   | Carlos Andrés Pérez  |
| 3                                           | José Luis Zapata Escalona | 1979—81   | Luis Herrera Campins |
| 4                                           | Enrique Pérez Olivares    | 1981—82   | Luis Herrera Campins |
| 5                                           | Guido Díaz Peña           | 1982—84   | Luis Herrera Campins |
| 6                                           | Vladimir Gessen           | 1990—91   | Carlos Andrés Pérez  |
| 7                                           | Wilmar Castro Soteldo     | 2005—07   | Hugo Chávez          |
| 8                                           | Olga Titina Azuaje        | 2007—09   | Hugo Chávez          |
| 9                                           | Pedro Morejon             | 2009—10   | Hugo Chávez          |
| 10                                          | Alejandro Fleming         | 2010—13   | Hugo Chávez          |
| 11                                          | Andrés Izarra             | 2013—15   | Nicolás Maduro       |
| 12                                          | Marleny Contreras         | 2015—18   | Nicolás Maduro       |
| 13                                          | Stella Lugo               | 2018—2019 | Nicolás Maduro       |
| 14                                          | Félix Plasencia           | 2019—2020 | Nicolás Maduro       |
| 15                                          | Alí Padrón Paredes        | 2020—2024 | Nicolás Maduro       |
| 16                                          | Leticia Gómez             | 2024—2025 | Nicolás Maduro       |
| 17                                          | Leticia Gómez             | 2025-     | Nicolás Maduro       |